# Paranja

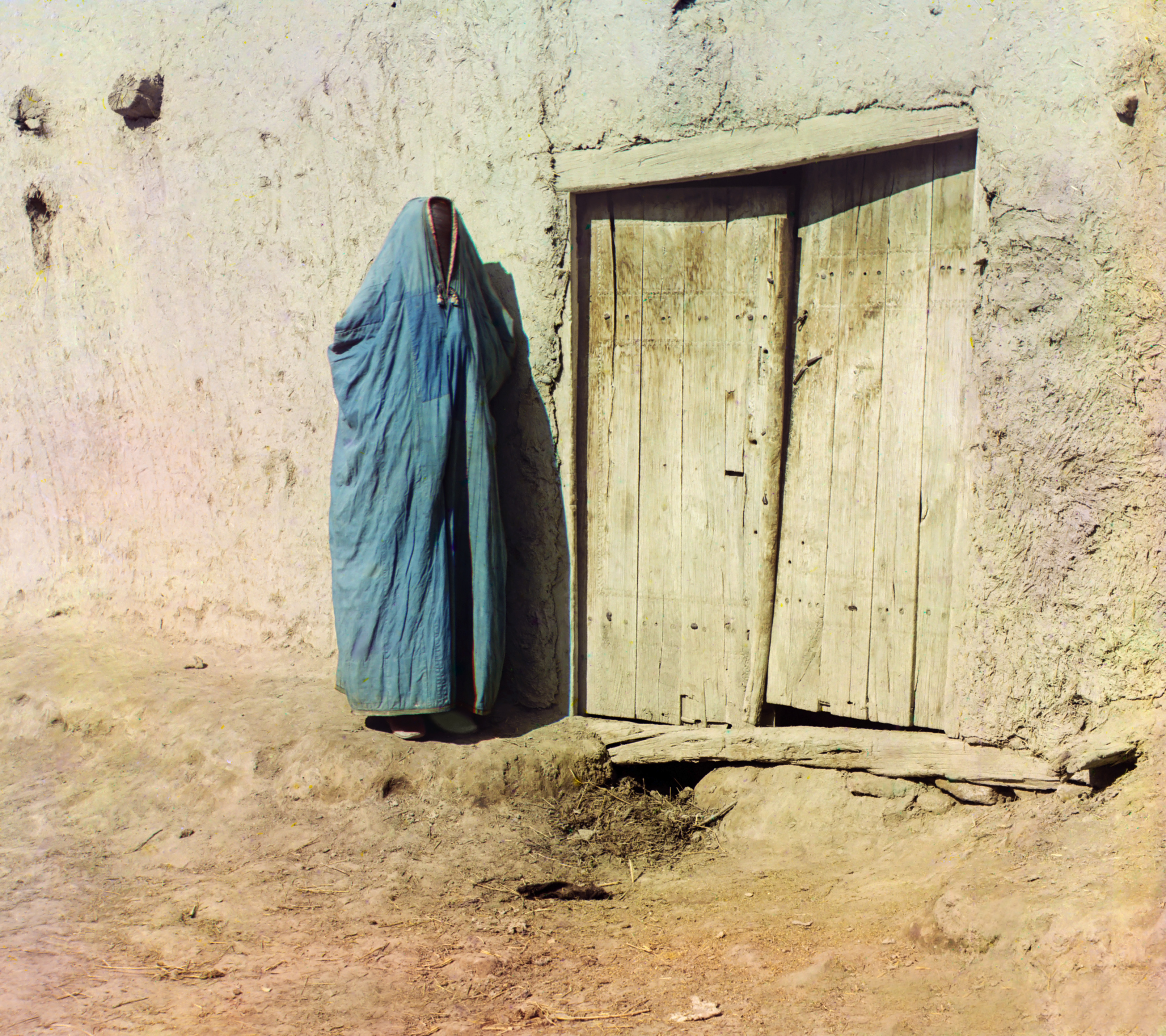
Una mujer sart llevando un paranja, Samarcanda, Imperio ruso (actual Uzbekistán), c. 1910.

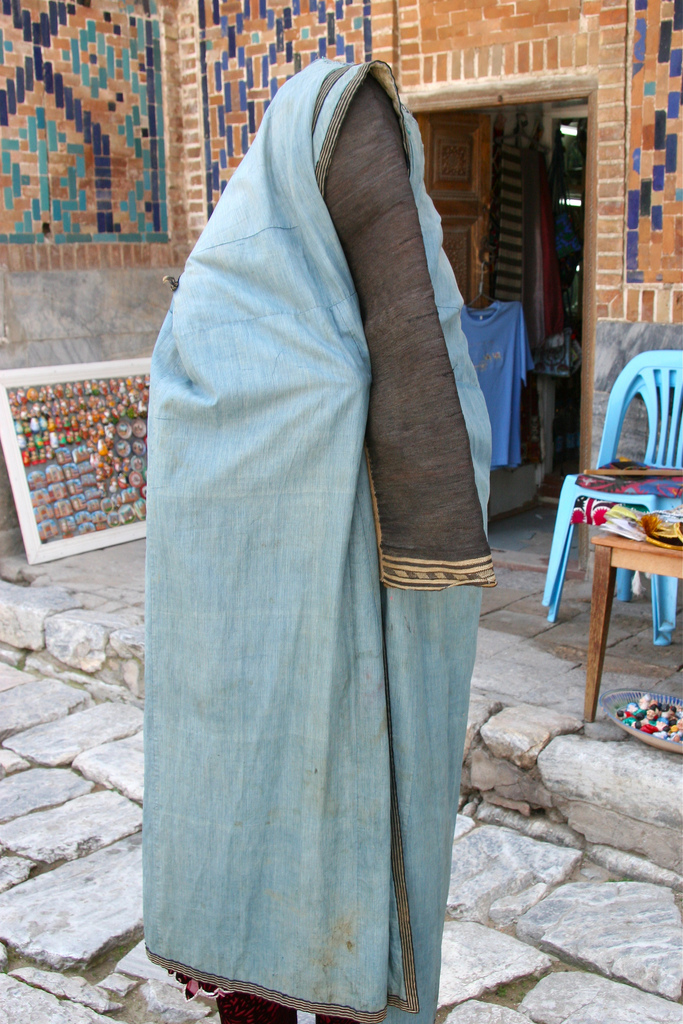
Ejemplo de paranja en Bujará c. 1998.

Paranja (o Paranji) era una prenda femenina tradicional de Asia Central para mujeres y niñas, que cubría la cabeza y el cuerpo. En árabe se denomina burka, el equivalente afgano del paranja, ya que su estilo y función eran similares a otras prendas regionales islámicas, como el chador persa y el haik magrebí.
Se trataba de un amplio manto que se ponía siempre sobre la ropa al salir de la casa, cubriendo de la cabeza a los pies y cerrándolo con la mano. Se acompañaba de otra pieza llamada chachvan (o chachvon), con dos cintas para atar tras la cabeza y que caía delante de la cara y cuello colgando sobre el pecho, un velo rígido y tupido tejido con crin de caballo. Fue especialmente frecuente en las áreas urbanas uzbekas y tayicas, mientras en las áreas rurales y entre los nómadas las mujeres vestían solo el yashsmak, una especie de chal sobre los hombros que se subía para tapar la boca en presencia de hombres no pertenecientes a la familia.
Una conocida descripción es la de Lord Curzon, que viajó a Bujará en 1886. Durante el tiempo que estuvo allí, nunca vio a una mujer de entre 10 y 50 años, porque todas iban tapadas. Los pesados velos negros de crin eran "demasiado malos y bastos", indicando que las mujeres caminando envueltas en los amplios mantos azules con los laterales cerrados con alfileres podrían haber sido "confundidas con ropa deambulando", y botas altas y cerradas cubrían sus pies. Curzon señaló que "las damas de alto rango y buen carácter nunca se aventuran en mostrarse en ningún lugar público o bazar". Condenó esto como una especie de tiranía, una noción exagerada y errónea de moralidad que se encontraba en todo Asia Central, pero en ninguna parte tan llamativa como en Bujará.
Los paranjas y los chachvon todavía eran comunes en 1917 entre las mujeres uzbekas de las áreas urbanas de las cuencas fluviales del sur, siendo menos frecuentes en las áreas rurales, e inexistentes en la estepa nómada.
La Revolución de Octubre en Rusia alentó a la liberación femenina, por lo que se buscó desalentar o prohibir el velo y el paranja mediante la campaña hujum a partir de 1924. En la década de 1920 los soviéticos comunistas quemaron paranjas públicamente y trajeron bandas de jóvenes ateos militantes a las principales ciudades de Asia Central, Taskent, Samarcanda, Bujará, para agredir a las mujeres en la calle, a menudo arrancando el chachvan de sus caras. Algunas mujeres asesinaron a las mujeres comunistas y occidentalizadas que fueron enviadas a quitarles el velo. Uzbekos y tayicos se opusieron ferozmente a la campaña anti-paranja, contra el matrimonio infantil y la poligamia que inició la Unión Soviética.
Erradicado desde mediados del siglo XX, tras la caída de la Unión Soviética y la vuelta a valores más conservadores, el presidente tayico, Emomali, afirmó que el velo no pertenecía a la cultura tayica, y el presidente de Kirguistán, Almazbek Atambáyev, atacó el uso de velos.

## Galería

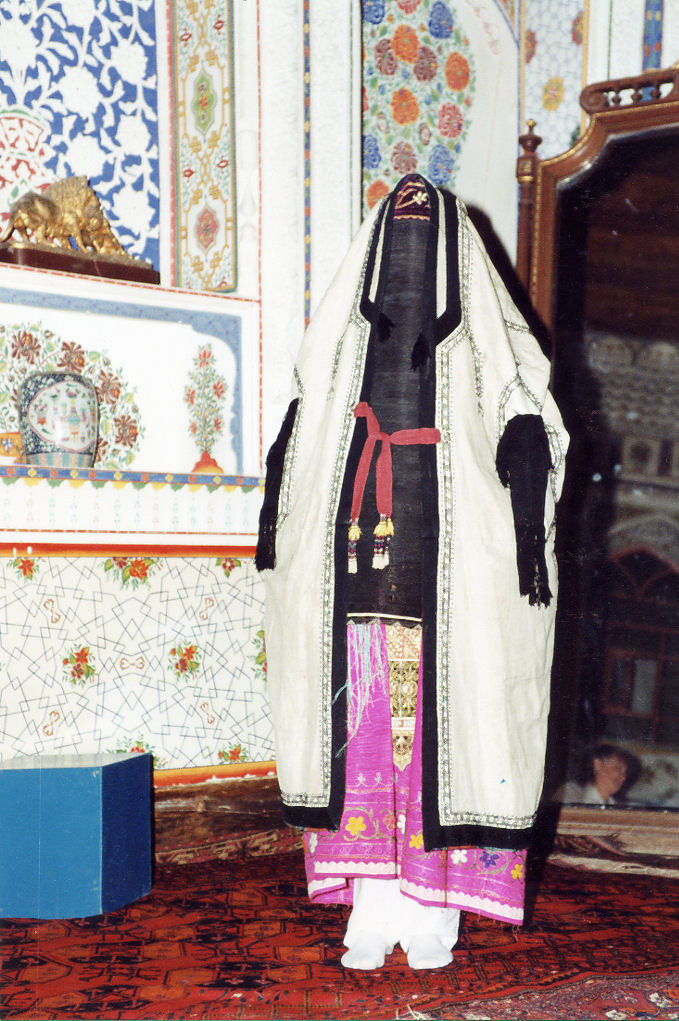
Paranja en Samarkanda c. 2001.
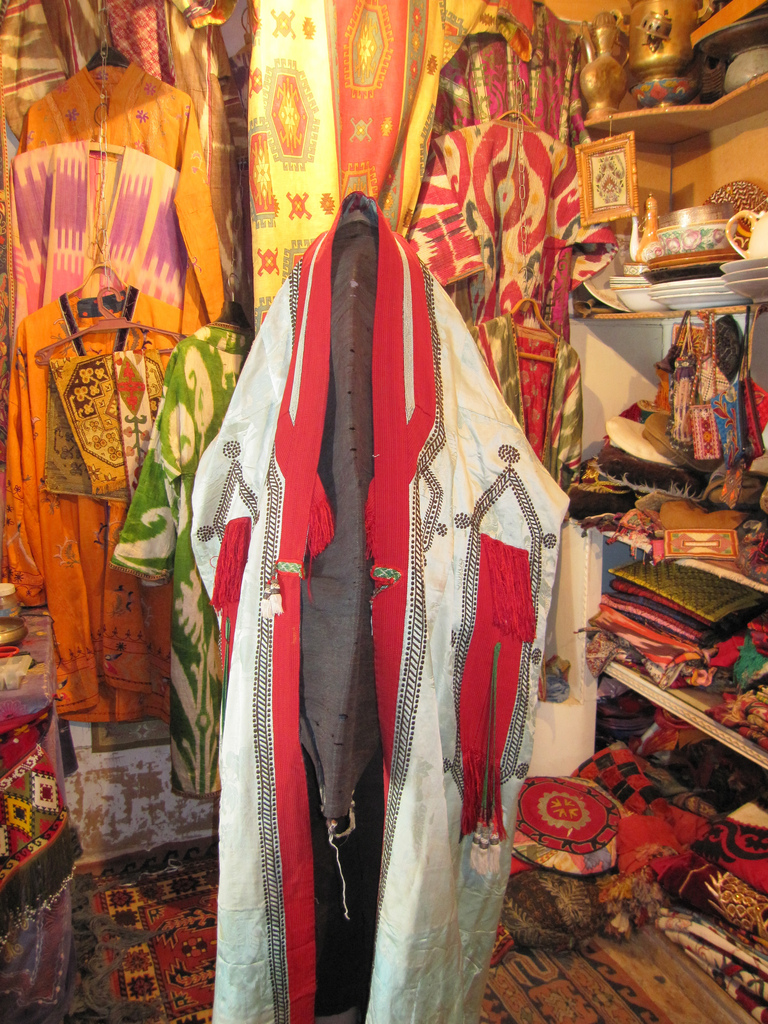
Paranja en Bujará c. 2005.